# Епиктет
Епиктет (на гръцки: Έπίκτητος; на латински: Epictetus) е античен философ-стоик, основател на философска школа в Никопол, Епир.

## Биография
Епиктет е роден около 50 г. в Хиераполис, Фригия. Като роб в Рим, заедно с господаря си Епафродит, слуша лекции на стоика Гай Музоний Руф. По-късно е освободен. Написва в 101 г. и публикува своите „Дискурси“ („Беседи“). Откъси от учението на Епиктет са съхранени в записки на ученика му Ариан, който следва при него, заедно с бъдещия император Адриан. Император Марк Аврелий спира да се занимава с риторика и приема учението на Епиктет, като става убеден стоик. Влиянието на Епиктет у Марк Аврелий може да бъде видяно по страниците на съчинението „Към себе си“.
Според Епиктет главна задача на философията е да учи разликата между това, което е по силите на човека, и това, което е невъзможно за постигане.